# Portrait féminin (Cranach)
Le Portrait féminin (ou Portrait de Femme) est une peinture du maître de la Renaissance allemande Lucas Cranach l'Ancien, datant d'environ 1530, conservée dans la Galerie des Offices de Florence, en Italie.

## Description
L'œuvre a été exécutée par l'atelier de Cranach sur la base de son dessin représentant  une femme en buste de trois-quarts sur un fond sombre, qui porte une robe à arabesques et un grand chapeau à plumes, à la mode à l'époque, qui apparaît dans différentes peintures de Cranach ainsi que dans celles d'autres artistes allemands de l'époque.

## Sources
- Stefano Zuffi, Il Cinquecento, Milan, Electa, 2005, 383 p. (ISBN 88-370-3468-7)